# Guillermo de Nassau-Hilchenbach
Guillermo de Nassau-Siegen (Dillenburg, 13 de agosto de 1592-Rheinberg, 18 de julio de 1642) fue conde de Nassau en Hilchenbach.

## Biografía
Guillermo era el cuarto hijo varón del conde Juan VII de Nassau (1561-1623) y de su esposa, la condesa Magdalena de Waldeck-Wildungen (1558-1599).
Guillermo fue educado en la fe Reformada, y estudió en Heidelberg y Sedán. Después de la muerte de su hermano Adolfo en 1608, pasó al segundo lugar en la sucesión. Así, tras la muerte de su padre en 1623, heredó el castillo de Ginsburg, Hilchenbach y otros lugares y se convirtió en fundador y único representante de la línea Nassau-Siegen, Hilchenbach. Guillermo vivió en un principio en Ginsburg, y desde 1623 en Hilchenbach. La torre de agua local fue nombrada en su honor.
Como muchos de los miembros de su familia, estuvo envuelto en la rebelión en los Países Bajos y en la guerra uskok (1617) contra los Habsburgo y la católica España, donde recibió el rango de Mariscal. Se distinguió especialmente en las campañas de 1629 y 1632, en que 's-Hertogenbosch y Maastricht fueron capturadas, convirtiéndose en gobernador de Heusden y Sluis. Durante el intento de ataque sobre Amberes, sufrió una devastadora derrota en la Batalla de Kallo (1638), en donde murió su único hijo, Mauricio, de 17 años. En el asedio de Gennep en 1641, sufrió una grave herida abdominal, consecuencia de la cual murió al año siguiente. Fue enterrado en Heusden.

## Matrimonio e hijos
Guillermo contrajo matrimonio el 17 de enero de 1619 en Siegen con Cristina (1596-1646), hija del conde Jorge III de Erbach, con quien tuvo los siguientes hijos:
- Juan Guillermo (1620-1623)
- Mauricio (1621-1638), muerto en la batalla de Kallo
- María Magdalena (1623-1647)
∞ 1639 Conde Felipe Teodorico de Waldeck (1614-1695)
- Ernesta Juliana (1624-1634)
- Isabel Carlota (1626-1694)
∞ 1643 Príncipe Jorge Federico de Waldeck (1620-1692)
- Hollandina (1628-1629)
- Guillermina Cristina (1629-1700)
∞ 1660 Conde Josías II de Waldeck (1636-1669)